# Soneacine, Ohtîrka
Soneacine (în ucraineană Сонячне) este localitatea de reședință a comunei Soneacine din raionul Ohtîrka, regiunea Sumî, Ucraina.

## Demografie
Componența lingvistică a localității Soneacine
     Ucraineană (93,78%)
     Rusă (5,4%)
     Alte limbi (0,71%)
Conform recensământului din 2001, majoritatea populației localității Soneacine era vorbitoare de ucraineană (93,78%), existând în minoritate și vorbitori de rusă (5,4%).